# (32405) Jameshill
(32405) Jameshill est un astéroïde de la ceinture principale.

## Description
(32405) Jameshill est un astéroïde de la ceinture principale. Il fut découvert le 1er septembre 2000 à Socorro par le projet LINEAR. Il présente une orbite caractérisée par un demi-grand axe de 2,39 UA, une excentricité de 0,09 et une inclinaison de 6,9° par rapport à l'écliptique.

## Compléments